# Pavel von Plehve
Pavel Adamovitsj von Plehve (Russisch: Павел Адамович Плеве) (Keizerrijk Rusland, 11 juni 1850 - Moskou, 28 maart 1916) was een Duitse officier die exclusief tijdens de Eerste Wereldoorlog in het Russische leger diende.
Plehve was een van de weinige Duitse officieren die hun exclusief-diensten aan de Russische tsaar Nikolaas II beloofden, en daardoor met het Russische leger tegen hun eigen land vochten.

## Eerste Wereldoorlog
Hij kreeg het bevel over het Russische 5de leger dat hij leidde tijdens de Slag bij Lemberg en tijdens de verdediging van Łódź in 1914.
Het jaar daarop kreeg hij het bevel over het nieuwe Russische 12de leger, dat hij leidde in de Tweede Slag bij de Mazurische Meren in februari 1915 (waar het Russische 10de leger verslagen werd door de Duitsers). Hierna keerde hij terug als commandant van het 5de leger. Voor korte tijd had hij ook het bevel over de noordelijke sector van het oostfront.
Hij werd jarenlang geplaagd door zijn slechte gezondheid waardoor hij in februari 1916 uit het leger moest. Hij stierf later datzelfde jaar.